# Pianet
Tra gli anni cinquanta e gli anni settanta la compagnia Hohner di Trossingen, Germania Ovest, costruì una serie di pianoforti elettromeccanici denominati Pianet. L'inventore dei primi modelli fu Ernst Zacharias, che basò il meccanismo su un progetto di Lloyd Loar degli anni venti e sull’esperienza maturata dal suo Cembalet. Furono 6 i modelli progettati e venne prodotto un ibrido chiamato Clavinet-Pianet Duo.

## Meccanica
Il suono dello strumento è generato da una fila di ance metalliche pizzicate da blocchetti rettangolari appiccicosi; questi ultimi erano di gommapiuma impregnata di adesivo nei primi modelli (un composto chimico brevettato dalla ditta stessa) e di silicone compatto funzionante a ventosa negli ultimi. I blocchetti sono attaccati a bacchette di metallo connesse con i tasti. Premendo un tasto il blocchetto si stacca dall'ancia su cui riposava, provocando una tensione che la fa vibrare. Dei pick-up elettrostatici montati direttamente sotto le ance trasmettono il suono ad un amplificatore valvolare dedicato che trovava alloggiamento sotto la tastiera nei modelli dotati di gambe in legno, ed alimentato dallo stesso Pianet.
Il Pianet, a differenza del clavinet, è l'unico strumento musicale a non essere usato in una sigla televisiva.

## Modelli
Durante il periodo della sua produzione il Pianet veniva offerto in diversi modelli. I primi furono il Pianet C e il Pianet N, costruiti con gambe e custodia di legno. In un secondo momento fu introdotto il Pianet L con gambe di metallo. Il modello C non aveva controlli addizionali, mentre quello N era equipaggiato con un circuito tremolo azionato da un interruttore montato vicino alla tastiera. Rapidamente il Pianet divenne noto attraverso i gruppi di musica popolare degli anni '60, così che la Hohner fu portata a produrre il modello Combo, progettato per le performance dal vivo. Questo modello non aveva gambe, essendo ideato per posarsi sopra un organo o un piano acustico. Negli anni '70 la Hohner produsse i modelli finali, M e T. Le novità erano il passaggio da blocchetti di gommapiuma e pick-up elettrostatici a blocchetti di silicone e pick-up elettromagnetici passivi. Il modello M era progettato per uso casalingo ed era costruito con custodia di legno, altoparlanti interni e circuito phaser. Il modello T, il più comunemente reperibile nell'odierno mercato dell'usato, era ancora una volta costruito per il musicista itinerante. Non aveva il pedale per il sustain. Non aveva gambe e, a differenza dei primi modelli,  era rivestito  di vinile nero. La produzione terminò nei primi anni '80. Le ultime modifiche nella progettazione dello strumento erano dovute alla disintegrazione col passare del tempo degli originali blocchetti in gommapiuma; quelli di silicone erano molto più durevoli. Comunque questo nuovo progetto produceva un suono fondamentalmente diverso, più dolce rispetto ai modelli precedenti. Anche se popolare tra gli amatori e i semi-professionisti in quanto economico e facilmente trasportabile, il nuovo Pianet non ebbe mai un impatto significativo tra i maggiori artisti. I primi modelli furono usati in diverse famose registrazioni tra gli anni '60 e '70, tra cui She's not there degli Zombies, in alcuni brani dei Beatles dal periodo di Help, ad esempio The Night Before fino a I am the Walrus ma anche su Joy to the world dei Three dog night; il modello N venne utilizzato anche dal gruppo di prog italiano The Trip e dai Roxy Music e anche da Tony Banks dei Genesis, molte versioni live di Supper's ready per esempio son state fatte con il Pianet; Christine McVie dei Fleetwood Mac lo ha usato nei primi anni 70 estensivamente, prima di passare al Combo Pianet, così come i primi Soft Machine. Quando la Hohner ha iniziato a distribuire il modello a pickup passivo e rivestimento in Tolex, dal suono molto diverso, il Pianet T, molti musicisti hanno preferito passare al Fender Rhodes o ai modelli Yamaha, dalla maggiore ricchezza espressiva. Oggi il Pianet sta vivendo una rinascita dovuta alla popolarità delle sonorità del passato e la presenza sul mercato di nuovi gommini, capaci di riportare in vita i vecchi modelli e persino migliorare le qualità timbriche degli ultimi.